# برايان هوير
برايان هوير (بالإنجليزية: Brian Hoyer)‏ هو لاعب كرة قدم أمريكية أمريكي، ولد في 13 أكتوبر 1985 في ليكوود في الولايات المتحدة.

## وصلات خارجية
- برايان هوير على موقع إي إس بي إن.كوم (أن.أف.أل)3
- برايان هوير على موقع مرجع كرة القدم المحترفة.كوم (الإنجليزية)
- برايان هوير على موقع كلية كرة القدم في سبورتس رفرنس.كوم (الإنجليزية)